# Paul Enghofer (Dokumentarfilmer)
Paul Enghofer (* 1958 in Deggendorf) ist ein deutscher Dokumentarfilmer, Sprecher, Musiker und EDV-Buchautor.

## Leben
Enghofer wurde 1958 in Deggendorf als Sohn des BR-Fernsehreporters und Kochbuchautors Paul Enghofer senior und der Hausfrau Isolde Enghofer geboren. Er studierte an der LMU München als Hauptfach Europäische Ethnologie/Volkskunde mit den Nebenfächern Mittelalterliche Geschichte, Neuere Geschichte und Bayerische Geschichte. Das Studium schloss er mit dem Magistergrad ab. Enghofer begann bereits als Student 1980 beim BR mit Filmbeiträgen für die Sendereihen Aus Schwaben und Altbayern und Unter unserem Himmel. 1984 erfolgte die Heirat mit der Diplombiologin Sonja Enghofer (geb. Roth), mit der Enghofer eine Tochter und zwei Söhne hat. Ab 1988 verfasste Enghofer mehrere EDV-Handbücher für Textschaffende u. a. zum Textprogramm MS-Word. Zugleich übte er eine Schulungstätigkeit aus. In den 1990er Jahren spielte er als Kontrabassist in der Jazz-Formation Pit Müller Quartett und anderen Besetzungen. Ab 1996 wurde Enghofer verstärkt und ausschließlich für den Bayerischen Rundfunk tätig mit Reportagen und Dokumentationen für die Sendereihen Aus Schwaben und Altbayern, Zwischen Spessart und Karwendel und Unter unserem Himmel. Enghofers Beiträge, in denen er auch vor der Kamera mitwirkt und von denen er viele selbst spricht, weisen innerhalb der Sendeformate eine eigene Machart und besondere Handschrift auf. Am 14. September 2024 wurde der letzte Beitrag von Paul Enghofer in Spessart und Karwendel ausgestrahlt.

## Filmografie (Auswahl)
- Unter unserem Himmel
- Zwischen Spessart und Karwendel
- Schwaben & Altbayern